# Tarik Elyounoussi
Tarik Elyounoussi (Alhucemas, Marruecos, 23 de febrero de 1988) es un futbolista noruego de origen marroquí. Juega como extremo.
Es primo del también futbolista Mohamed Elyounoussi.

## Clubes
| Club                   | País         | Año       |
| ---------------------- | ------------ | --------- |
| Fredrikstad FK         | Noruega      | 2006-2008 |
| SC Heerenveen          | Países Bajos | 2008-2011 |
| Lillestrøm SK (cedido) | Noruega      | 2010      |
| Fredrikstad FK         | Noruega      | 2011-2012 |
| Rosenborg BK           | Noruega      | 2012-2013 |
| TSG 1899 Hoffenheim    | Alemania     | 2013-2016 |
| Olympiacos F. C.       | Grecia       | 2016-2018 |
| Qarabağ F. K. (cedido) | Azerbaiyán   | 2017      |
| AIK Solna              | Suecia       | 2018-2019 |
| Shonan Bellmare        | Japón        | 2020-2023 |

## Palmarés

### Campeonatos nacionales
| Título              | Club             | País         | Año     |
| ------------------- | ---------------- | ------------ | ------- |
| Copa de Noruega     | Fredrikstad FK   | Noruega      | 2006    |
| KNVB Beker          | SC Heerenveen    | Países Bajos | 2008-09 |
| Superliga de Grecia | Olympiacos F. C. | Grecia       | 2016-17 |
| Allsvenskan         | AIK Solna        | Suecia       | 2018    |